# Brexpiprazol
Brexpiprazol, comercializado bajo la marca Rxulti (entre otros), es un medicamento del grupo de los antipsicóticos atípicos, utilizado para el tratamiento del trastorno depresivo mayor y la esquizofrenia. 
Los efectos adversos más frecuentes incluyen la necesidad constante de moverse (acatisia), afectando a unas 6 de cada 100 personas y aumento de peso, que puede afectar a unas 4 de cada 100 personas. 
El brexpiprazol fue desarrollado por las compañías Otsuka y Lundbeck y se considera un sucesor del aripiprazol (Abilify). Fue aprobado para uso médico en los Estados Unidos en julio de 2015. Posteriormente se aprobó una versión genérica para su comercialización a partir de agosto de 2022.

## Indicaciones
En los Estados Unidos y Canadá, el brexpiprazol se prescribe como terapia complementaria o coadyuvante de los antidepresivos para el manejo del trastorno depresivo mayor y para el tratamiento de la esquizofrenia. En Australia, Japón y la Unión Europea, el brexpiprazol está indicado para el tratamiento de la esquizofrenia.  En 2020, fue aprobado en Brasil solo como adyuvante del tratamiento del trastorno depresivo mayor. En los Estados Unidos se extendió la aprobación para la esquizofrenia en 2022 en niños de 13 a 17 años.

## Efectos adversos
Los eventos adversos más comunes asociados con el brexpiprazol (en los estudios referidos, todas las dosis de brexpiprazol fueron acumulativamente mayores o iguales al 5% en comparación a las dosis del placebo) fueron infección del tracto respiratorio superior (6,9% frente al 4,8%), acatisia (6,6% frente al 3,2%), sobrepeso (6,3% frente a 0,8%) y nasofaringitis (5,0% frente a 1,6%). El brexpiprazol puede causar trastornos del control de los impulsos.

## Farmacología

### Farmacodinámica
| Sitio | Ki (nM) humano | Acción           | Ref    |
| --- | -------------- | ---------------- | ------ |
| 5-HT1A | 0.12           | Agonista parcial | [ 11 ] |
| 5-HT1B | 32             | ND               | [ 11 ] |
| 5-HT2A | 0.47           | Agonista         | [ 11 ] |
| 5-HT2B | 1.9            | Agonista         | [ 11 ] |
| 5-HT2C | 12–34          | Agonista parcial | [ 11 ] |
| 5-HT5A | 140            | ND               | [ 11 ] |
| 5-HT6 | 58             | Agonista         | [ 11 ] |
| 5-HT7 | 3.7            | Agonista         | [ 11 ] |
| D1 | 160            | ND               | [ 11 ] |
| D2L | 0.30           | Agonista parcial | [ 11 ] |
| D3 | 1.1            | Agonista parcial | [ 11 ] |
| D4 | 6.3            | ND               | [ 11 ] |
| D5 | ND             | ND               | ND     |
| α1A | 3.8            | Agonista         | [ 11 ] |
| α1B | 0.17           | Agonista         | [ 11 ] |
| α1D | 2.6            | Agonista         | [ 11 ] |
| α2A | 15             | Agonista         | [ 11 ] |
| α2B | 17             | Agonista         | [ 11 ] |
| α2C | 0.59           | Agonista         | [ 11 ] |
| β1 | 59             | Agonista         | [ 11 ] |
| β2 | 67             | Agonista         | [ 11 ] |
| β3 | >10,000        | ND               | [ 11 ] |
| H1 | 19             | Agonista         | [ 11 ] |
| H2 | >10,000        | ND               | [ 11 ] |
| H3 | >10,000        | ND               | [ 11 ] |
| mACh | 52% at 10 μM   | ND               | [ 11 ] |
| M1 | 67% at 10 μM   | ND               | [ 11 ] |
| M2 | >10,000        | ND               | [ 11 ] |
| σ | 96% at 10 μM   | ND               | [ 11 ] |
| SERT | 65% at 10 μM   | Bloqueador       | [ 11 ] |
| NET | 0% at 10 μM    | Bloqueador       | [ 11 ] |
| DAT | 90% at 10 μM   | Bloquedor        | [ 11 ] |
| Values are Ki (nM). Cuanto más pequeño es el valor, más fuertemente se une el fármaco al sitio. La mayoría o todos los datos corresponden a proteínas clonadas humanas. |                |                  |        |

El brexpiprazol actúa como agonista parcial del receptor de serotonina 5-HT 1A y de los receptores de dopamina D2 y D3. Estos agonistas parciales tienen tanto propiedades bloqueantes o inhibitorias así como propiedades estimulantes en el receptor al que se unen. La relación entre la actividad bloqueadora y la actividad estimulante determina una parte de sus efectos clínicos. El brexpiprazol tiene una actividad más bloqueante y menos estimulante sobre los receptores de dopamina que su predecesor, el aripiprazol, lo que puede disminuir el riesgo de agitación e inquietud. Específicamente, en individuos donde el aripiprazol tiene una actividad intrínseca o un efecto agonista en el receptor D2 de más del 60%, el brexpiprazol muestra una actividad intrínseca sobre el mismo receptor de alrededor del 45%. Para el aripiprazol, esto significa una mayor activación del receptor de dopamina a dosis más bajas, alcanzándose el bloqueo del receptor a dosis más altas, mientras que el brexpiprazol tiene el efecto inverso porque un agonista parcial compite con la dopamina. El brexpiprazol tiene una gran afinidad por el receptor 5-HT1A, actuando en este caso como un potente antagonista de los receptores 5-HT2A y un potente agonista parcial de los receptores de dopamina D2 con una actividad intrínseca más baja en comparación con el aripiprazol. La caracterización in vivo del brexpiprazol muestra que puede actuar como un agonista casi total del receptor 5-HT1A . Ello puede ser la base de un potencial más bajo que el aripiprazol de causar trastornos relacionados con el movimiento emergentes al tratamiento, como la acatisia, debido a la liberación de dopamina corriente abajo que se desencadena por el agonismo del receptor 5-HT1A. También es un antagonista de los receptores de serotonina 5-HT2A, 5-HT2B y 5-HT7, lo que puede contribuir al efecto antidepresivo. También se une y bloquea los receptores adrenérgicos  α1A, α1B, α1D y α2C. El fármaco tiene afinidad insignificante por los receptores muscarínicos de acetilcolina y, por lo tanto, no tiene efectos anticolinérgicos. Aunque el brexpiprazol tiene menos afinidad por los receptores de histamina H1 en comparación con Aripiprazol, se puede observar aumento de peso en algunos pacientes.

## Historia

### Ensayos clínicos
El brexpiprazol se encontraba en ensayos clínicos para el tratamiento complementario del trastorno depresivo mayor, el TDAH en adultos, el trastorno bipolar, y la esquizofrenia.

#### Depresión mayor

##### Fase II
El estudio de fase II, multicéntrico, doble ciego, controlado con placebo, aleatorizó a 429 pacientes adultos con MDD con antecedentes de una respuesta inadecuada de uno o tres tratamientos antidepresivos aprobados para su sintomatología actual. El estudio fue diseñado para evaluar la eficacia y seguridad de brexpiprazol como tratamiento adyuvante al tratamiento antidepresivo estándar. Los antidepresivos incluidos en el estudio fueron desvenlafaxina, escitalopram, fluoxetina, paroxetina, sertralina y venlafaxina.

##### Fase III
Un estudio de fase III estaba en la etapa de reclutamiento: Estudio de la seguridad y eficacia de dos dosis fijas de OPC-34712 como terapia adyuvante en el tratamiento de adultos con trastorno depresivo mayor (ensayo Polaris). Su objetivo fue comparar el efecto del brexpiprazol con el efecto del placebo (una sustancia inactiva) como tratamiento adicional a un tratamiento antidepresivo aprobado por la FDA estadounidense asignado en pacientes con trastorno depresivo mayor con respuesta incompleta a un ensayo prospectivo del mismo tratamiento antidrpresivo aprobado por la FDA. La inscripción estimada fue de 1250 voluntarios.

#### TDAH
- Trastorno por Déficit de Atención/Hiperactividad (STEP-A)

#### Esquizofrenia

##### Fase I
- Ensayo para evaluar los efectos de OPC-34712 (brexpiprazol) en QT/QTc en sujetos con esquizofrenia o trastorno esquizoafectivo[22]

##### Fase II
- Ensayo de búsqueda de dosis de OPC-34712 en pacientes con esquizofrenia

##### Fase III
- Estudio de eficacia de OPC-34712 en adultos con esquizofrenia aguda (BEACON)
- Estudio de la eficacia de tres dosis diferentes de OPC-34712 en el tratamiento de adultos con esquizofrenia aguda (VECTOR)[23]
- Un ensayo a largo plazo de OPC-34712 en pacientes con esquizofrenia[24]

## Cultura y sociedad

### Estado legal
En enero de 2018 el brexpiprazol fue aprobado para el manejo de la esquizofrenia en Japón.

### Economía
En noviembre de 2011, Otsuka Pharmaceutical y Lundbeck anunciaron una alianza global. Lundbeck le dio a Otsuka un pago inicial de $ 200 millones, y el acuerdo incluye pagos de desarrollo, regulatorios y de ventas, por un total potencial de $1.8 mil millones.  Específicamente para el producto OPC-34712, Lundbeck obtendrá el 50% de las ventas netas en Europa y Canadá y el 45% de las ventas netas en EE. UU. provenientes de Otsuka. 

## Investigación
El brexpiprazol se estaba desarrollando para el tratamiento del trastorno por déficit de atención con hiperactividad (TDAH) como complemento de los estimulantes tradicionales usados en estos trastornos, pero se suspendió para esta aplicación. Llegó a ensayos clínicos de fase II para esta indicación antes de su eventual interrupción.